# Passaggio pedonale

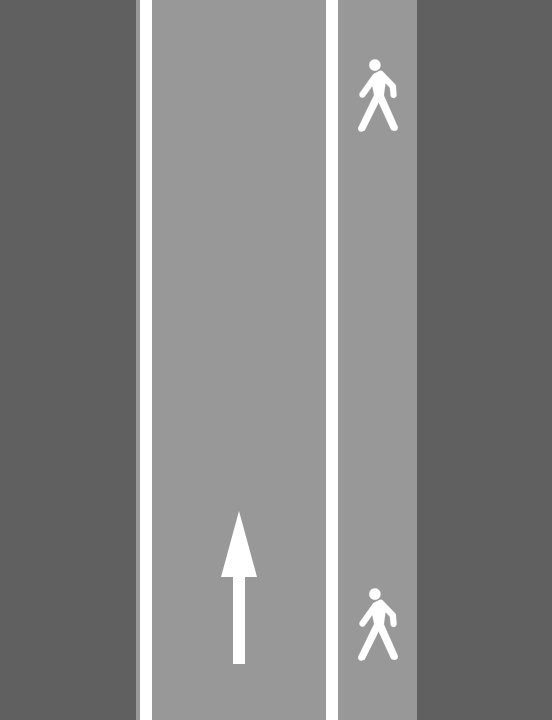
Esempio di segnaletica orizzontale che separa un passaggio pedonale dalla carreggiata

Un passaggio pedonale è, secondo il codice della strada italiano, una porzione di strada destinata al transito esclusivo dei pedoni e separata dalla carreggiata mediante una striscia bianca continua o un'apposita protezione parallela ad essa.
Il passaggio pedonale svolge la funzione di marciapiede stradale qualora non sia presente un marciapiede fisico.
La realizzazione di un passaggio pedonale, in sostituzione di un comune marciapiede, può essere dettata dalle caratteristiche strutturali della strada o dai costi di realizzazione.
Infine, risulta particolarmente efficace realizzare passaggi pedonali temporanei in corrispondenza dei cantieri stradali, qualora i marciapiedi siano resi inaccessibili dalle operazioni di lavoro.

## Segnaletica

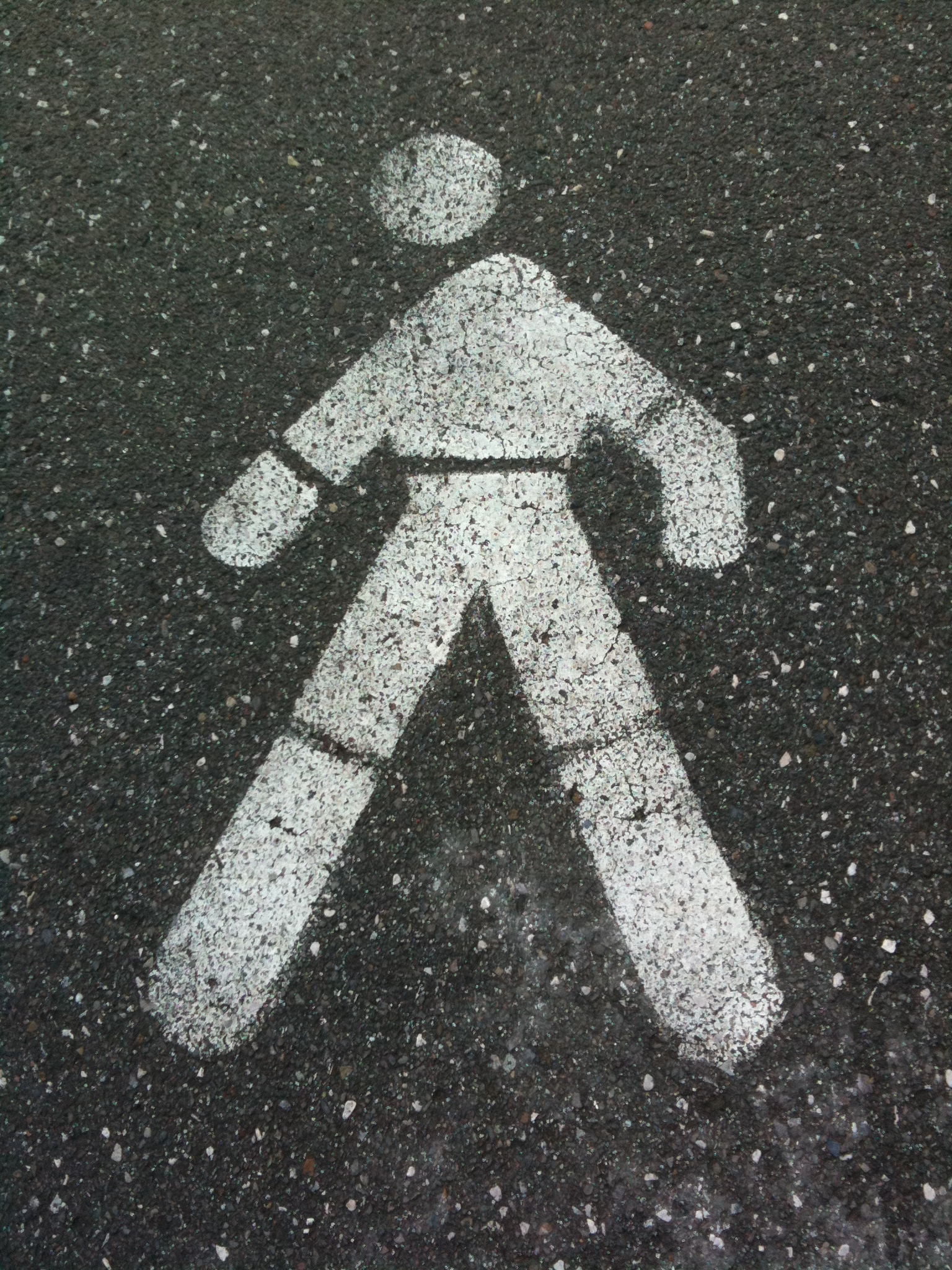
Pittogramma tracciato per identificare un passaggio pedonale a raso

Il passaggio pedonale è realizzato mediante il tracciamento della prescritta segnaletica orizzontale: è separato dalla carreggiata mediante una striscia continua (può essere tratteggiata, ad esempio, in corrispondenza di eventuali passi carrabili).
Lo spazio interno può essere integrato dagli appositi simboli del pedone, verniciati sull'asfalto. Per rendere più facilmente identificabile un percorso pedonale possono essere inoltre impiegati gli appositi segnali verticali.

Segnale di inizio percorso riservato ai pedoni
Segnale di fine percorso riservato ai pedoni

## Utilizzo
I passaggi pedonali possono essere percorsi unicamente dai pedoni e non è ammessa alcuna categoria di veicolo, neppure i velocipedi, salvo che condotti a mano.
Qualora sia presente, i pedoni sono obbligati a camminare sul passaggio pedonale.
Dal momento che i passaggi pedonali sono classificabili come marciapiedi (in assenza di essi) risultano vietate al loro interno sia la sosta che la fermata, neppure per brevi operazioni di carico-scarico, né se il veicolo è a servizio di una persona invalida autorizzata.
In caso di inosservanza del divieto di fermata sui percorsi pedonali è ammessa la rimozione forzata o il blocco del veicolo.

### Deroghe
Nei percorsi pedonali è ammessa la circolazione delle macchine in uso a bambini o persone invalide, anche se motorizzate, purché rientrino nei limiti stabiliti dal regolamento di attuazione del codice della strada (in caso contrario sarebbero considerate ciclomotori) e secondo le modalità stabilite dagli enti proprietari delle strade ai sensi degli articoli 6 e 7 del Codice della Strada.
Non sono infine ammessi su questi percorsi, come del resto su tutti gli spazi riservati ai pedoni, gli skateboard, i monopattini (muscolari ed elettrici), persone con pattini ed altri acceleratori di andatura.